# تلیا نورژه

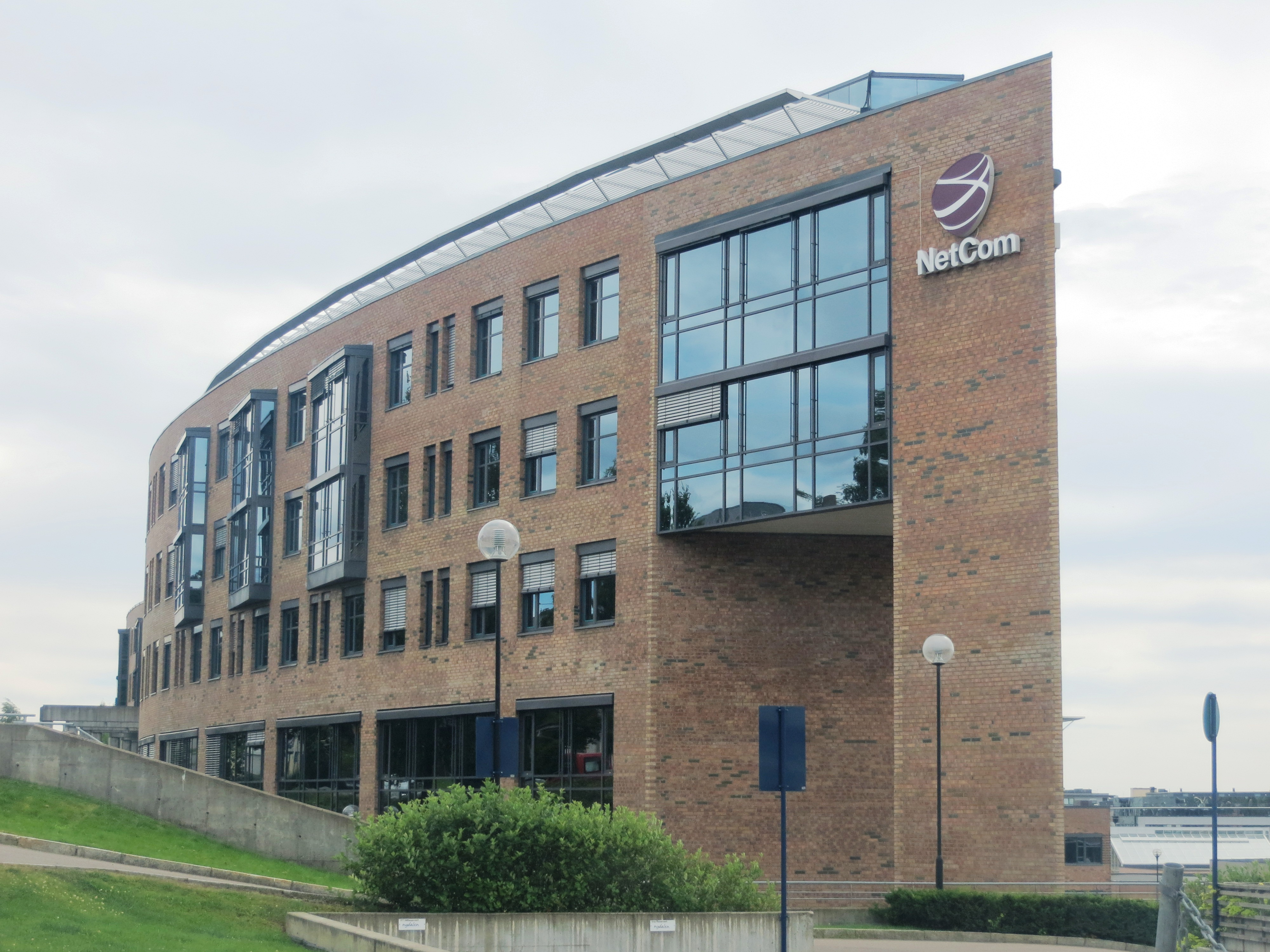
تلیا نورژه

تلیا نورژه (انگلیسی: Telia Norge) شرکت مخابرات نروژی است، که در سال ۱۹۹۳ تأسیس شد.